# 825 Tanina
Tanina è un asteroide della fascia principale del diametro medio di circa 11,02 km. Scoperto nel 1916, presenta un'orbita caratterizzata da un semiasse maggiore pari a 2,2256976 UA e da un'eccentricità di 0,0745909, inclinata di 3,40060° rispetto all'eclittica.
Stanti i suoi parametri orbitali, è considerato un membro della famiglia Flora di asteroidi.
L'origine del suo nome è sconosciuta.